# Операция «Фарадей»
Операция «Фарадей» — кодовое название секретной операции против советских войск в Афганистане, проходившей под патронажем Минобороны Великобритании и Минобороны США в первые годы Афганской войны (1979—1989).

## История
В начальный период Афганской войны спецслужбами США (ЦРУ, Разведывательное управление Министерства обороны США) и Великобритании (Особая воздушная служба, SAS, САС), в рамках проведения секретной операции «Фарадей», — в числе приоритетных целей стояло — создание тренировочных лагерей в Европе (в том числе США) и в ближнем с ДРА зарубежье (Пакистан); подготовка и заброска американских и английских диверсантов из частей спецназа для проведения разведки и диверсий на территории ДРА; организация поставок оружия, боеприпасов, минно-взрывных средств; обучение афганских моджахедов тактике диверсионной борьбы.
К операции «Фарадей», направленной против военнослужащих советских войск были привлечены военные армий западноевропейских государств (в первую очередь США и Англии), выполняя перечень следующих задач:
1. Образование инфраструктуры учебно-диверсионных центров (тренировочных лагерей) подготовки членов вооружённых формирований афганской оппозиции, расположенных, как в Пакистане (в приграничных с ДРА районах), так и в Шотландии, Канаде и США.
2. Заброска американских и британских диверсантов из национальных специальных подразделений на территорию Афганистана для осуществления разведывательно-диверсионной деятельности в крупных — плотно населённых пунктах. Контроль за диверсионной деятельностью в тылу ОКСВА был возложен на Роберта Гейтса, офицера ЦРУ, в дальнейшем — директора ЦРУ (1991—1993), министра обороны США (2006—2011).
3. Обеспечение поставок вооружения и боеприпасов для формирований афганской оппозиции по правительственным и специальным (межведомственная разведка «ISI») каналам в Пакистан, а оттуда в Афганистан. В период с 1982 по 1986 годы поставки вооружения и боеприпасов, преимущественно следовали транзитом через Египет в пакистанский порт Карачи, затем направлялись в район пакистано-афганской границы.
4. Осуществление профессиональной военно-профильной подготовки и инструктажа (по тактике проведения диверсий и терактов), привлекая к обучению наиболее «непримиримых» членов вооружённых формирований афганской оппозиции, исповедующих радикальный исламский фундаментализм.

Перечень вышеуказанных задач решался силами и средствами подразделений САС; разведывательного управления Минобороны США (РУМО), руководил в ту пору, которым генерал-лейтенант ВВС Юджин Тай, находившийся в прямом подчинении у директора ЦРУ Уильяма Кейси.
Подготовкой в годы Афганской войны занимались также, в специальных центрах в ФРГ. Они готовили специалистов из представителей коренного населения Афганистана и сотрудников пакистанских спецслужб. Срок подготовки длился полтора месяца.
Органы государственной безопасности ХАД ДРА сообщили, что уже в конце января 1981 года в Пакистане был открыт филиал зарегистрированной в Лихтенштейне фирмы «Monte Franco Scandinabia Est.», при посредничестве которой в Пакистан «в частном порядке» прибыло по меньшей мере пять инструкторов из США и Англии, принимавших непосредственное участие в боевой подготовке моджахедов. Однако наибольший масштаб помощи афганским мятежникам всё же связан с началом операции «Циклон» ЦРУ США.

## Привлечение частных военных компаний
К оперативному решению задач операции «Фарадей» были привлечены частные компании (ЧВК, с которыми тогда плотно взаимодействовали английские спецслужбы):
«Служба Кило-Альфа», под руководством бывшего командира отряда «САС» майора Ариша Тертлома;
«Холдинг Дж. Донна», которым командовал бывший эксперт «САС» по контршпионажу Харклрод.
При этом, наиболее крупной являлась «Служба Кини Мини» (на языке суахили — «змея в траве») под руководством майора Дэвида Уокера, специалиста «САС» по Южной Америке, майор Эндрю Найтингейл из разведывательного отдела «САС» и детектива Рэя Такера, профессионального эксперта Скотленд-Ярда по арабским странам.